# Ruhl Creek
Ruhl Creek är ett vattendrag i Kanada.   Det ligger i provinsen Ontario, i den sydöstra delen av landet, 500 km väster om huvudstaden Ottawa.
Trakten runt Ruhl Creek består till största delen av jordbruksmark. Runt Ruhl Creek är det glesbefolkat, med 9 invånare per kvadratkilometer.